# 王声
王声，中国人民解放军空军少将。
曾任空军后勤部机场营房部副部长、空军后勤部机场营房部部长，2011年12月，升任广州军区空军后勤部部长。2012年晋升空军少将。因涉嫌违法犯罪，2015年2月军事检察机关对其立案侦查。